# Salústio (irmão de Jovino)
Salústio (em latim: Sallustius) foi um nobre galo-romano do começo do século V, ativo durante o reinado do imperador romano do Ocidente Honório (r. 395–423). Era irmão dos usurpadores Jovino (r. 411–413) e Sebastiano (r. 412–413). Em 413, foi derrotado e capturado com Sebastiano pelo rei visigótico Ataulfo (r. 410–415), que estava agindo em nome das tropas lealistas do general Constâncio. Após sua captura, foi executado e seus partidários foram perseguidos.